# Wiek rozrodczy
Wiek rozrodczy (ang. reproductive age) – wiek, w którym kobieta zdolna jest (biologicznie) do urodzenia dziecka. W umiarkowanej strefie klimatycznej, w jakiej znajduje się Polska, za wiek rozrodczy przyjmuje się wiek 15-49 lat.